# 정글 엔터테인먼트의 음반
이 문서는 정글 엔터테인먼트에서 발매한 음반 목록이다.

## 2000년대
- 2006년 5월 29일 양동근 - 모노폴리 OST
- 2006년 7월 13일 양동근 - 거울,28청춘 엿봐라
- 2006년 11월 17일 드렁큰타이거 - [Digital Single] 희망승일 (행복의 조건)
- 2007년 2월 16일 타이거 JK - [Digital Single] 데드맨워킹 (Dead Man Walking)[1]
- 2007년 2월 24일 윤미래 - Yoonmirae
- 2007년 8월 31일 윤미래 - [Digital Single] Wonderful (더 카마엘)[2]
- 2007년 9월 5일 드렁큰타이거 - Sky Is The Limit[3]
- 2007년 10월 30일 은지원 - [Digital Single] 사랑死랑思랑
- 2008년 3월 17일 디지 - Insane Deegie 2
- 2008년 5월 28일 드렁큰타이거, 윤미래 - [Digital Single] 랩소디 Part 2
- 2008년 6월 5일 디지 - [Digital Single] Mad Bull
- 2008년 6월 27일 Bizzy - Bizzionary
- 2008년 11월 6일 은지원 - [Digital Single] G Code
- 2009년 1월 19일 윤미래 - [Digital Single] 떠나지마...
- 2009년 6월 29일 드렁큰타이거 - Feel gHood Muzik : The 8th Wonder
- 2009년 10월 6일 리쌍 - HEXAGONAL

## 2010년대
- 2010년 3월 11일 정인 - 정인 From Andromeda
- 2010년 4월 6일 정인 - [Digital Single] A-LIVE Vol.3 정인의 다락방`고마워...!`[4]
- 2010년 10월 28일 정인 - [Digital Single] Road For Hope[5]
- 2010년 11월 22일 조문근 - 길 잃은 고양이
- 2011년 4월 5일 정인 - Melody Remedy
- 2011년 7월 24일 드렁큰타이거 - [Digital Single] 두두루 와바루 (도전!수퍼모델 KOREA 2 삽입곡)
- 2011년 7월 28일 리쌍 - [Digital Single] Grand Final
- 2011년 8월 25일 리쌍 - AsuRa BalBalTa
- 2011년 10월 7일 오직 - [Digital Single] Beautiful Day
- 2011년 10월 11일 블루크림 - [Digital Single] Do U Like Me
- 2011년 10월 11일 정인 - [Digital Single] 환경부,이현우의 음악앨범 공통 프로젝트 (초록별이 되는 꿈)[6]
- 2011년 10월 14일 심스 - [Digital Single] Hands Up
- 2011년 10월 18일 강남 - [Digital Single] Say My Name
- 2011년 10월 25일 M.I.B - Most Incredible Busterz
- 2011년 10월 27일 윤미래 - [Digital Single] Get It In (The Creators Project)
- 2012년 2월 12일 길 - [Digital Single] Magic[7]
- 2012년 2월 22일 정인 - 일년에 열두남자 OST Part.1[8]
- 2012년 4월 5일 M.I.B - [Digital Single] Celebrate
- 2012년 5월 25일 리쌍 - Unplugged
- 2012년 5월 30일 M.I.B - Illusion
- 2012년 5월 30일 정인 - 2012 월간 윤종신 6월호[9]
- 2012년 9월 21일 정인 - 노무현을 노래하다 Part.2
- 2012년 11월 8일 조문근 - [Digital Single] 그냥 걸었어
- 2012년 12월 4일 리쌍 - [Digital Single] MadMan[10]
- 2013년 1월 21일 타이거 JK,Bizzy,윤미래 - [Digital Single] Sweet Dream
- 2013년 1월 25일 리쌍 - [Digital Single] 이단옆차기 프로젝트 Vol.02
- 2013년 3월 12일 정인 - 그니
- 2013년 4월 10일 M.I.B - Money In The Building
- 2013년 7월 23일 개리 - [Digital Single] 어디 갈래[11]
- 2013년 8월 1일 M.I.B - [Digital Single] Men In Black
- 2013년 9월 30일 조문근밴드 - [Digital Single] 말 좀 해봐
- 2013년 10월 17일 정인 - 가을여자
- 2013년 11월 29일 조문근밴드 - [Digital Single] 바람에 날려
- 2013년 12월 2일 M.I.B - [Digital Single] 너부터 잘해
- 2014년 3월 31일 M.I.B - The Maginot Line
- 2014년 6월 2일 랍티미스트 - [Digital Single] Ma Day
- 2014년 6월 19일 조문근밴드 - [Digital Single] Only One
- 2014년 7월 1일 랍티미스트 - [Digital Single] 지나가던 길에
- 2014년 8월 26일 포텐 - [Digital Single] 토네이도 (Tornado)
- 2014년 10월 13일 랍티미스트 - [Digital Single] 의심병
- 2014년 10월 31일 랍티미스트 - Veranda
- 2014년 11월 20일 랍티미스트 - Amazing Gift Vol.3
- 2014년 12월 17일 오직 - [Digital Single] Chillin On My Bed
- 2014년 12월 26일 강남 - [Digital Single] 어떡하죠
- 2014년 12월 31일 랍티미스트 - [Digital Single] 돌아보기
- 2015년 1월 5일 포텐 - [Digital Single] 왜 이래
- 2015년 1월 16일 랍티미스트 - [Digital Single] 다시는
- 2015년 2월 13일 강남 - 언프리티 랩스타 Track 3[12]
- 2015년 3월 4일 랍티미스트 - [Digital Single] 아르페오
- 2015년 3월 31일 강남 - [Digital Single] 전통시장[13]
- 2015년 4월 7일 강남 - 식샤를 합시다2 OST Part.1
- 2015년 5월 14일 조문근밴드 - Band Of Bros
- 2015년 7월 3일 포텐 - Go Easy
- 2015년 9월 10일 강남 - CHOCOLATE
- 2016년 2월 17일 강남 - [Digital Single] 투유 프로젝트 - 슈가맨 Part.18[14]
- 2016년 2월 23일 포텐 - JACK OF ALL TRADES
- 2016년 9월 10일 강남 - [Digital Single] 사람팔자[15]
- 2017년 1월 5일 바시티 - [Digital Single] Round 1
- 2017년 4월 28일 바시티 - [Digital Single] Hole In One
- 2017년 10월 12일 바시티 - U&I,Date
- 2017년 10월 29일 혜진, 히오, 김준회, 만니, 정승보 - [Digital Single] 믹스나인 Part.1
- 2017년 11월 19일 혜진,히오,김준회,만니,정승보 - [Digital Single] 믹스나인 Part.3
- 2018년 7월 9일 바시티 - [Digital Single] Flos Clarissimus

## 2020년대
- 2020년 4월 23일 바시티 - [Digital Single] 내일 만나
- 2021년 1월 14일 준우 - [Digital Single] Emptiness